# Der schweigende Stern
Der schweigende Stern (Engelste titel: First Spaceship on Venus) is een Oost-Duits/Poolse sciencefictionfilm uit 1960.
De film is geregisseerd door Kurt Maetzig.

## Rolverdeling
| Acteur               | Personage                |
| -------------------- | ------------------------ |
| Yoko Tani            | Japanse arts             |
| Oldrich Lukes        | Amerikaanse atoomfysicus |
| Ignacy Machowski     | Poolse ingenieur         |
| Julius Ongewe        | Afrikaanse technieker    |
| Michail N. Postnikow | sovjet kosmonaut         |
| Kurt Rackelmann      | Indische wiskundige      |
| Lucyna Winnicka      | tv-reporter              |